# Bailarina (película de 2016)
Bailarina (En Canadá Ballerina y Leap!, en inglés) es una película de comedia musical de aventuras animada en 3D de 2016 codirigida por Éric Summer y Éric Warin y escrita por Summer, Carol Noble y Laurent Zeitoun. Una coproducción entre compañías canadienses y francesas, la película se desarrolla en la Francia de 1880 y sigue a una niña huérfana que sueña con convertirse en bailarina y tiene la oportunidad de audicionar para la célebre escuela del Ballet de la Ópera de París .
Ballerina está protagonizada por las voces de Elle Fanning, Dane DeHaan, Maddie Ziegler y Carly Rae Jepsen . La película se estrenó en los cines de Francia y el Reino Unido el 12 de diciembre de 2016, seguida de estrenos en varios países durante los meses siguientes, incluido Canadá el 24 de febrero de 2017. La película se estrenó en Estados Unidos el 25 de agosto de 2017, con las voces de Nat Wolff (quien reemplazó a DeHaan), Kate McKinnon y Mel Brooks agregadas. Ballerina recibió críticas generalmente mixtas de los críticos, pero fue un éxito de taquilla, recaudando 109,6 millones de dólares en todo el mundo  frente a un presupuesto de 30 millones de dólares.  

## Trama
En la década de 1880, Félicie, una niña huérfana de once años que sueña con convertirse en bailarina, pero carece de formación formal, huye de su orfanato en la Bretaña rural, Francia, con su mejor amigo, Victor, un joven inventor, que está enamorado de ella. Juntos viajan a París, pero pronto se separan y Víctor se convierte en un oficinista en el taller de Gustave Eiffel . Félicie consigue llegar a la Ópera de París, donde el guardia la descubre entrando sin permiso. Es rescatada por una misteriosa limpiadora coja, Odette, que acepta dejar que Félicie se quede con ella hasta que se recupere. Odette trabaja tanto para la Ópera como para la cruel e imperiosa Régine Le Haut, una rica dueña de un restaurante. Mientras ayuda a Odette a limpiar, Félicie espía a la hija de Regine, Camille, practicando ballet. Camille ve a Félicie, la insulta y arroja la preciada caja de música de Félicie por la ventana, rompiéndola. Mientras Félicie se lo lleva a Victor para que lo repare, intercepta al cartero que trae una carta de la Ópera que admite a Camille en la célebre escuela del Ballet de la Ópera de París, en parte debido a la conexión de su madre. En su ira, Félicie esconde la carta y decide asumir la identidad de Camille para ingresar a la escuela y perseguir su sueño.
Odette acepta ser mentora de Félicie, quien luego descubre que Odette fue una ex primera bailarina . Para Félicie, el entrenamiento es muy difícil, pero gracias a la carta de aceptación de Camille, consigue conseguir su plaza en la escuela de ballet. Mérante, el exigente coreógrafo de la escuela, anuncia que una de las chicas de la clase será elegida para bailar el papel de Clara en El Cascanueces . Él despide al peor bailarín de la clase cada día. Félicie mejora cada día y evita por poco la eliminación. Por casualidad, Mérante ve a Félicie bailar apasionadamente en un bar que ella y Victor visitan y, aunque a regañadientes, la admira por ello. Un par de días antes de la eliminación final, se descubre la mentira de Félicie: Mérante decide admitir a Camille en la clase, aunque también deja que Félicie se quede, aunque la infracción de Félicie fue grave. La noche antes de la eliminación final, Félicie descuida el entrenamiento para salir en una cita con Rudi, un chico guapo de la escuela, lo que decepciona a Odette. Víctor ve a Félicie con Rudi y se pone celoso; él y Félicie discuten. Al día siguiente, Félicie llega tarde a la audición y no puede actuar bien, por lo que el papel de Clara le toca a Camille.
Regine envía a Félicie de regreso a su orfanato, donde pierde su espíritu. Ella tiene un sueño en el que es un bebé en los brazos de su difunta madre, una bailarina, quien le regaló la caja de música. Ella decide regresar a París para ayudar a Odette y disculparse con Víctor. Mientras limpia el escenario, Félicie se encuentra con Camille y se involucran en una batalla de baile que es presenciada por todos los estudiantes, Odette y Mérante. Félicie hace un grand jeté subiendo un tramo de escaleras, mientras que Camille no puede. Mérante se acerca a las dos muchachas y les pregunta por qué bailan, a lo que Camille admite que baila sólo porque su madre la obliga, mientras Félicie habla con emoción de la danza como su herencia y su pasión. Camille admite que Félicie debería bailar el papel de Clara.
Cerca del taller de Eiffel, donde se construye la Estatua de la Libertad, Félicie invita a Víctor a la representación. Régine llega furiosamente trastornada y persigue a Félicie hasta la corona de la estatua, pero Víctor la salva con la ayuda de Camille y atrapa a Régine en el andamio. Félicie llega a la Ópera justo a tiempo y se calza las zapatillas de punta especiales de Odette. Félicie besa a Víctor en la mejilla y actúa en El Cascanueces junto a la bailarina principal.

## Producción
La película fue producida en L'Atelier Animation en Montreal, Quebec, Canadá.  Los realizadores utilizaron la animación de fotogramas clave de Aurélie Dupont y Jérémie Bélingard, dos estrellas (bailarines estrella) del Ballet de la Ópera de París, para trasladar la coreografía de danza realista a la película animada.  Dupont se convirtió en el coreógrafo de facto de las secuencias de baile de la película. 

## Banda sonora
El álbum de la banda sonora fue lanzado internacionalmente por Gaumont el 12 de diciembre de 2016. El álbum presenta tanto la banda sonora original de la película compuesta por Klaus Badelt como canciones de otros artistas que se utilizan en la película.  La película también presenta canciones que no están incluidas en el álbum, como " Cut to the Feeling " y "Runaways" de Jepsen y "Suitcase" de Sia, La versión japonesa tiene un nuevo tema final titulado "Félicies", cantado por la actriz de voz japonesa de Félicie, Tao Tsuchiya. 

## Estreno
La película se estrenó en el Festival Mon Premier el 19 de octubre de 2016, y se estrenó en Francia y el Reino Unido en diciembre de 2016. Se produjeron numerosos lanzamientos en todo el mundo.  Entertainment One Films Canada distribuyó la película en Canadá, y el estreno en cines comenzó el 24 de febrero de 2017 en Quebec  y el 3 de marzo de 2017 en el resto de Canadá.  
En mayo de 2016, The Weinstein Company adquirió los derechos de distribución de la película en Estados Unidos.  El lanzamiento en Estados Unidos estaba previsto inicialmente para el 3 de marzo de 2017, bajo el título Leap!  El lanzamiento se retrasó posteriormente hasta el 21 de abril de 2017,  seguido de anuncios de casting adicionales de Wolff, Brooks y McKinnon. Luego se pospuso hasta el 30 de agosto y más tarde se adelantó hasta el 25 de agosto de 2017.

## Recepción
(en taquilla) Según Box Office Mojo, Ballerina recaudó aproximadamente 109,6 millones de dólares en todo el mundo.  Se estrenó en Francia el 14 de diciembre de 2016 con más de medio millón de entradas, recaudando 2,2 millones de euros (unos 2,4 millones de dólares estadounidenses) durante el fin de semana. Su recaudación bruta en Francia alcanzó finalmente los 14,5 millones de dólares.  En Canadá, recaudó más de 1,5 millones de dólares canadienses durante los primeros 13 días de su exhibición en cines, de los cuales 1,1 millones se recaudaron en Quebec. Finalmente recaudó un total de 3,6 millones de dólares canadienses (unos 2,8 millones de dólares estadounidenses) en Canadá.  Se estrenó el 25 de agosto de 2017 en Estados Unidos y recaudó 4,7 millones de dólares durante su primer fin de semana. Recaudó 21,9 millones de dólares en los EE. UU.,  el territorio de mayor recaudación de la película. 

## Crítica
En el sitio web agregador de reseñas Rotten Tomatoes, la versión original de la película tiene un índice de aprobación del 75% basado en 32 reseñas, con una calificación promedio de 5.7/10. El consenso crítico dice: "La rica ambientación ' Ballerina y las secuencias de baile bellamente animadas elevan una aventura para todas las edades sólidamente elaborada con una sorprendente cantidad de estilo colorido".  En el sitio web de información de entretenimiento francés AlloCiné, la película tiene una calificación promedio de 3.5/5, basada en 17 críticos.  En Rotten Tomatoes, la versión estadounidense de la película, titulada Leap! , tiene un índice de aprobación del 42% basado en 62 reseñas, con una calificación promedio de 4.86/10. El consenso crítico para la versión estadounidense dice: "Desde su historia insulsa hasta su animación poco destacable, ¡Leap! hace poco para distinguirse de una larga lista de alternativas familiares con ideas afines y superiores".  En Metacritic, que asigna una calificación normalizada a las reseñas, la película tiene una puntuación media ponderada de 48 sobre 100, basada en 18 críticos, lo que indica "críticas mixtas o promedio".  El público encuestado por CinemaScore le dio a la película una calificación promedio de "A" en una escala de A+ a F. 
Melissa Stewart, de la revista Insights de Australia, calificó la película como "una aventura conmovedora. ... Con una animación que captura la elegancia del ballet, es difícil no quedar hipnotizado por las piruetas y los grand jetés. ... El viaje de Félicie resonará con cualquiera que haya experimentado el dolor del fracaso y haya intentado recuperarse. Todo esto ocurre mientras el humor se filtra a lo largo de la película, haciéndola disfrutable tanto para niños como para padres. ... El tema de luchar por la pasión y los sueños es atemporal".  Mike McCahill, de The Guardian, escribió: "Tiene un diseño atento y atractivo, con un ojo puesto en la luz que incide sobre los edificios de una ciudad en construcción, pero un toque más de Cisne Negro en su ADN podría haber hecho que el final feliz fuera menos inevitable y su energía menos repetitiva".  Matt Zoller Seitz, de RogerEbert.com, le dio a la película una estrella y media de cuatro, criticando sus numerosos "clichés de animación en 3D" que, según él, arruinan el potencial de su premisa original. Afirmó: "Lo mejor de [ Leap! ] es su representación del mundo de la danza, antes y ahora, como algo emocionante y cruel a la vez. ... Pero la película no parece comprender lo especiales que son estos elementos... sigue desperdiciando el tiempo [de Félicie] (y el nuestro) con subtramas teóricamente cómicas o llenas de suspense que ya hemos visto muchas veces, con mucho más ingenio y sentimiento". 

## Nominaciones y premios
| Ceremonia de entrega de premios          | Categoría                                                                         | Beneficiario | Estado   | Referencia |
| ---------------------------------------- | --------------------------------------------------------------------------------- | --- | -------- | ---------- |
| 45.ª edición de los Premios Annie        | Logro destacado en diseño de producción en una producción de largometraje animado | Florent Masurel, Pierre-Antoine Moelo, Julien Meillard, Jean-Jacques Cournoyer – Bailarina – Viaje principal                | Nominada | [ 33 ]     |
| Octavos Premios Hollywood Music in Media | Mejor canción original en una película de animación                               | " Confiado " de Leap! - Escrita por Demi Lovato, Ilya Salmanzadeh, Max Martin y Savan Kotecha; Interpretada por Demi Lovato | Ganadora | [ 33 ]     |